# Патријарх српски Калиник II
Калиник II Грк био је архиепископ пећки и патријарх српски у времену 1764. до 1766. године. Био је грчког порекла. Припадао је фанариотским круговима. Током своје краткотрајне управе значајно је допринео укидању Српске патријаршије (1766).

## Биографија
Као јерарх грчког порекла, првобитно је именован за нишког митрополита (1752), али на том положају се није дуго задржао. Потом је 1757. године постао београдски митрополит и са тог положаја је почетком 1764. године прешао на пећки трон, поставши нови српски патријарх.
Био је последњи носилац патријаршијског звања пре него што је османска власт укинула Српску патријаршију у Пећи. Пошто је пети и последњи пут поднео оставку на звање патријарха пећког и послао петицију Васељенској Патријаршији у Цариграду тражећи укидање патријаршије. Као главни разлог за овај предлог, потписан од стране њега и 5 других епископа наведени су нагомилани дугови.
11. септембра 1766. цариградски патријарх Самуило добија одобрење од турског султана да се укине Пећка патријаршија и њене епархије ставе под јурисдикцију Цариградске патријаршије. Међутим, Калиник II Грк је као митрополит остао у Београду и након укидање патријаршије.